# Un drame
Un drame est une courte nouvelle d’Anton Tchekhov parue dans la revue russe Les Éclats le 13 juin 1887. La nouvelle est signée du pseudonyme, A. Tchekhonte.

## Résumé
Pavel Vassiliévitch est un auteur connu. Il reçoit chez lui, contre son gré et après un long siège, Mme Mourachkine, une écrivaine en herbe des environs qui lui fait lecture de son long et ennuyeux drame en cinq actes. Au deuxième acte, n’en pouvant plus, accablé de visions délirantes, il la tue. Il sera acquitté.

## Édition française
- Anton Tchékhov (trad. Édouard Parayre, révisé par Lily Denis, préf. Claude Frioux), Œuvres, t. II : Récits (1887-1892), Paris, Gallimard, coll. « Bibliothèque de la Pléiade » (no 220), 2008 (1re éd. 1970), 1024 p. (ISBN 978-2-07-010550-2), « Un drame »